# Filip Verheyen

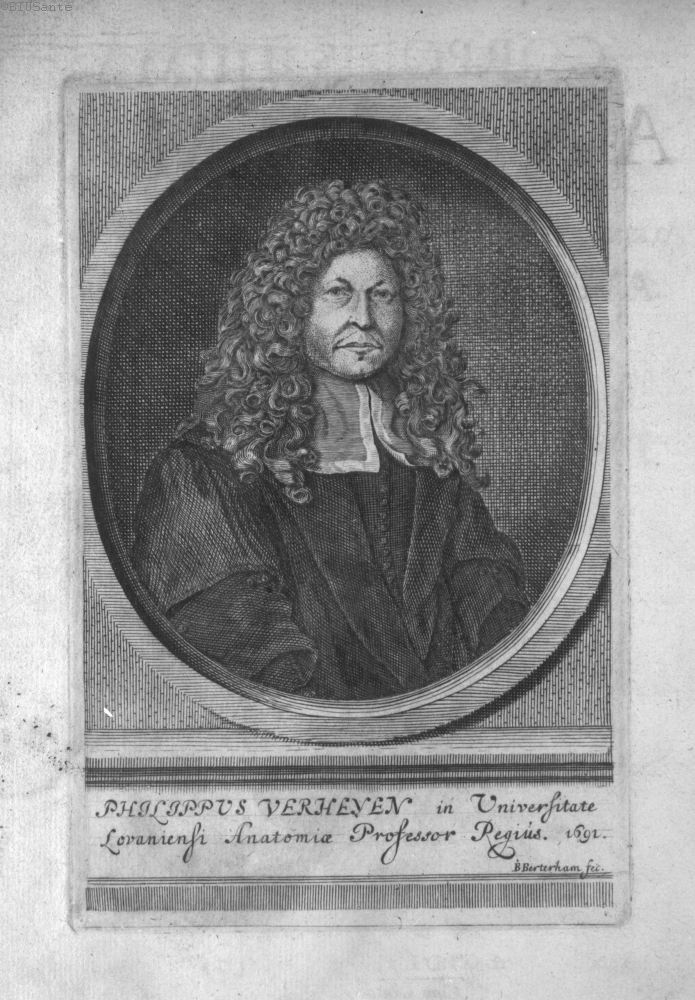
Filip Verheyen, Corporis Humani Anatomia

Filip Verheyen (ur. 23 kwietnia 1648 w Verrebroek, zm. 28 stycznia 1710) – holenderski chirurg i rektor Katolickiego Uniwersytetu w Leuven.

## Narodziny i początki edukacji
Syn Tomasza Verheyen i Joanny Goeman. Ochrzczony w wiejskim kościele w Verrebroek 24 Kwietnia 1648. Miejscowe legendy głoszą, że młody Filip odznaczał się wyjątkowo dobrą pamięcią. Podobno był on w stanie po odbyciu mszy wyrecytować bezbłędnie kazanie pastora.
Wiejski pastor zainteresowany talentem chłopca poradził rodzicom, aby Filip kontynuował naukę po ukończeniu przykościelnej szkoły. W 1672 roku został wysłany do liceum Heilige-Drievuldigheids w Leuven. Filip okazał się utalentowanym rysownikiem. W ciągu 3 lat nauki zapoznał się ze sposobami wykonywania rysunków anatomicznych poprzez przepisywanie XV-wiecznych drzeworytów Wesaliusza. Nauczył się również techniki kwasorytu, wykorzystanej później przez niego przy tworzeniu książki Corporis Humani Anatomia (1693).

## Amputacja lewej kończyny i konsekwencje
Zakończywszy naukę w liceum w 1675 Verheyen postanowił zostać księdzem i rozpoczął studia teologiczne. Jednak w trakcie drugiego roku studiów Filip, z powodu zakażenia, musiał mieć amputowaną lewą nogę. Zdarzenie to okazało się punktem zwrotnym w jego karierze. Jako że Filip Verheyen był bardzo religijny, chciał aby jego ciało zostało pochowane w całości oczekując, że przy zmartwychwstaniu zostanie wskrzeszone razem z nogą. Warto nadmienić, że chirurgiem dokonującym amputacji był Dirk Kerkrinck, student anatoma Fryderyka Ruyscha. Kerkrinck przystał na nietypową prośbę Verheyena, aby odciętą nogę zachować do późniejszej konserwacji. Po operacji noga została odpowiednio spreparowana i umieszczona w zbiorniku z preparatem zapobiegającym rozkładowi.
W trakcie i po rekonwalescencji Verheyen zaczął odczuwać bóle w miejscu amputowanej kończyny. W tamtych czasach podobne odczucia były traktowane jako urojenia pacjenta, więc Verheyen w trakcie swojej pracy jako anatom nie przyznawał się do odczuwania podobnego bólu w obawie przed utratą autorytetu. Podana przypadłość często występuje u ludzi, którzy utracili w jakiś sposób którąś z kończyn i dzisiaj diagnozuje się ją jako ból fantomowy. Prawdopodobnie chęć wyjaśnienia przyczyny bólu była jednym z czynników dla których Filip Verheyen podjął się studiowania anatomii. Później odkryte notatki z lat 1700-1710 nazywane "Listami do amputowanej nogi" wskazują na wielkie zainteresowanie tym tematem.

## Dalsza kariera i wpływ Ruyscha i Spinozy
W 1678 roku Filip Verheyen udał się na Uniwersytet w Lejdzie. Govard Bidloo, którego kariera przyćmiewała karierę Verheyena, był starszy jedynie o rok od Filipa i był również studentem Uniwersytetu. Bidloo obronił doktorat w Hadze w 1685, gdzie opublikował swoją Anatomia Humani Corporis, a w 1696 został profesorem Uniwersytetu w Lejdzie.
Lejda okazała się być głównym punktem medycznego i filozoficznego rozwoju Verheyena we wczesnych latach 80. XVII wieku. Około 50 kilometrów na południe od Amsterdamu i 20 kilometrów na północ od Voorburg (niedaleko Hagi), Verheyen znalazł się pomiędzy dwoma radykalnymi osobowościami późnych lat XVII wieku na polach medycyny i teologii: Fryderykiem Ruyschem i Baruchem Spinozą.
Chociaż Spinoza zmarł zimą 1677, jego poglądy miały duży wpływ na myślenie kolejnych pokoleń, zwłaszcza tych wywodzących się ze szkół w pobliżu Hagi. Studenci z całej północnej Europy spotykali się prywatnie i dyskutowali nad pracami filozofa. Wiadomo, że takie grupy istniały w Lejdzie, brakuje jednak dowodów na to, czy Verheyen uczestniczył w tych rozmowach. Bezsporny pozostaje fakt, że w trakcie pobytu w Lejdzie młody teolog namiętnie czytał traktaty filozoficzne Spinozy (A Theologico-Political Treatise, The Ethics). Widać to po notatkach sporządzanych przez Verheyena na jego własnych egzemplarzach. Częste poprawki, komentarze i adnotacje w książkach pozwalają stwierdzić, że Filip Verheyen wielokrotnie czytał i rozmyślał nad owymi traktatami, znajdując odpowiednie argumenty i kontrargumenty do przemyśleń Spinozy.
Pomimo niepodzielania większości poglądów Spinozy – Verheyen podobnie jak filozof zachowywał postawę neutralizmu (neutralnego monizmu) głoszącego, że świat jest jednolity w tym aspekcie, że duch i ciało są jedynie atrybutami tej samej rzeczy. Potwierdzeniem tej idei było według niego istnienie fantomowego bólu z miejscu utraconej nogi.
Lekcje anatomii prowadzone przez Fryderyka Ruyscha polegające na sekcji zwłok przeprowadzanych na ludzkich ciałach (były to głównie zwłoki kryminalistów) miały równie wielki wpływ na filozofię Verheyena jak poglądy Spinozy. Gdy w studiował medycynę w Lejdzie podróżował do Amsterdamu na słynne sekcje Ruyscha. Te spektakle były dodatkowo widowiskowe, gdyż Ruysch wykorzystywał w nich zwłoki preparowane substancjami jego własnej roboty, dzięki czemu ciało wyglądało jak śpiący człowiek. Wejście na spektakl było biletowane, przez co są dowody, że Verheyen brał udział w takich przedstawieniach, w postaci biletów użytych jako zakładki w jego książkach.

## Powrót do Leuven i śmierć
W 1689 r. powrócił do Leuven, aby zostać rektorem Uniwersytetu Katolickiego, gdzie dawał lekcje anatomii i chirurgii. W tym czasie opublikował wiele prac. 
Poruszony przykładem Ruyscha od 1693 roku rozpoczął sekcje na własnej, amputowanej wcześniej, nodze. W trakcie tych badań Verheyen odkrył ścięgno piętowe, inaczej zwane ścięgnem Achillesa. Z notatek wynika, że jego celem było udowodnienie, iż dręczący go ból w rzeczywistości pochodził z amputowanej kończyny wykluczając tym sposobem przyczyny psychosomatyczne. Dowodząc tego, dałby konkretny fundament pod filozofię neutralizmu Spinozy.
W 1693 roku ujrzała światło dzienne publikacja jego autorstwa pt. Corporis Humani Anatomia. Druga rozszerzona edycja opublikowana została w 1706. W pierwszej dekadzie XVIII wieku książka była uznawana jako podręcznik w prawie wszystkich uniwersytetach Europy.
W 1705 Verheyen był rektorem już tylko z tytułu. Jego stan zdrowia znacznie się pogorszył, a on sam wycofał się z życia publicznego, spędzając coraz więcej czasu w prywatnym laboratorium. Jego notatki stawały się coraz mniej składne, a w 1708 niemalże nieczytelne.
Jan Palfijn (1650-1730), student Verheyena i znany anatomista w swoich prywatnych wspomnieniach opisuje, jak w trakcie jednej z wizyt w laboratorium jego mentora jesienią 1710 roku, znalazł Verheyena patrzącego za okno w pewnego rodzaju roztargnieniu. Jego amputowana noga leżała na stole, rozłożona na wiele kawałków. Każdy najdrobniejszy mięsień, ścięgno i nerw był opisany i ułożony wzdłuż stołu.
Zimą 1710 roku Filip Verheyen zmarł i został pochowany w pobliżu opactwa Vlierbeek. Chociaż nie ma na ten temat żadnych danych jest przyjęte, że jego noga została zakopana razem z nim.
Historia życia Filipa Verheyna jest opisana w jednym z rozdziałów książki Olgi Tokarczuk Bieguni.